# SpatiaLite
SpatiaLite — расширение SQLite для пространственных данных. Предоставляет функциональность для работы с геоданными, как PostGIS или Oracle Spatial. Но в отличие от последних не использует клиент-серверную архитектуру, то есть все операции выполняет само приложение. Придерживаясь архитектуры SQLite, база данных представляет собой один файл, в котором хранятся все данные (исключением является не монопольный режим, когда ещё создается файл журнала), который может быть свободно скопирован, или удален.
SpatiaLite имеет свою собственную реализацию индексов (R-деревья) и геометрических типов, которые позволяют делать пространственные запросы.
SpatiaLite, доступен для Linux и Windows, в виде библиотеки. В комплекте идут несколько важных утилит, включая GUI для манипулирования SpatiaLite.

## Программное обеспечение, которое поддерживает SpatiaLite
- QGIS поддерживает SpatiaLite начиная с версии 1.1
- Global Mapper
- ArcGIS since version 10.2